# Eleições estaduais no Rio de Janeiro em 2018
As eleições estaduais do Rio de Janeiro, em 2018, foram realizadas em 7 de outubro (1º turno) e 28 de outubro (2º turno), como parte das eleições gerais no Brasil. Os eleitores aptos a votarem elegeram o Presidente da República, Governador do Estado e dois Senadores, além de 46 Deputados Federais e 70 Deputados Estaduais. No pleito realizado em 07 de outubro, Wilson Witzel, do PSC, recebeu 3.154.771 votos, 41,28% dos votos válidos, contrariando as pesquisas de intenção de voto, se condicionando assim a disputar o 2º turno contra o segundo colocado, o ex-prefeito do Rio de Janeiro Eduardo Paes, do DEM, que recebeu 1.494.831 votos, 19,56% dos votos válidos. Para o Senado Federal foram eleitos o deputado estadual Flávio Bolsonaro, do PSL e o deputado federal Arolde de Oliveira, do PSD. Para a Câmara Federal, Hélio Fernando Barbosa Lopes, do PSL, foi o recordista de votos, com 345.234 votos. No 2º turno realizado em 28 de outubro, o ex-juiz federal Wilson Witzel foi eleito governador do estado do Rio de Janeiro com 4.675.355 votos ou 59,87% dos votos válidos, enquanto Eduardo Paes recebeu 3.134.400, 40,13% dos votos válidos.

## Candidatos a Governador

### 1° Turno
André Monteiro (PRTB): O PRTB lançou o nome de André Monteiro para a corrida ao Palácio Guanabara. Luiz André de Moura Monteiro é subtenente da Polícia Militar, onde atua há 23 anos, sendo 22 anos no Batalhão de Operações Policiais Especiais (BOPE). É formado em direito, especialista em direito penal, professor de pós-graduação em ciências penais e segurança pública. Seu candidato a vice é o atleta paralímpico Jonas Licurgo.
Dayse Oliveira (PSTU): O partido lança mais uma vez a candidatura da professora da rede estadual e militante socialista e do movimento negro no Rio de Janeiro Dayse Oliveira, ela foi candidata à vice-presidente em 2002, ao senado em 2006, e a prefeitura de São Gonçalo por três vezes. Seu vice é Pedro Villas-Bôas.
Eduardo Paes (DEM): ex-secretário e ex-deputado federal, Eduardo Paes foi prefeito do Rio de Janeiro por dois mandatos, de 2009 a 2017. Ao deixar a Prefeitura do Rio, foi consultor no BID e vice-presidente para a América Latina da China BYD, fabricante de veículos elétricos. Em coligação que reúne doze partidos, terá como vice o deputado estadual Comte Bittencourt, do PPS. Em 11/12/2017, Eduardo Paes foi condenado por unanimidade pelo TRE-RJ, por abuso de poder político-econômico e conduta vedada a agente público. Com a decisão, Eduardo Paes tornou-se inelegível por 8 anos.  Concorre ao pleito através de liminar.
Indio da Costa (PSD): o advogado e deputado federal concorre ao governo do estado pela primeira vez. Em 2016, Indio foi candidato a prefeito do Rio e ficou em quinto lugar. No segundo turno, apoiou o atual prefeito Marcelo Crivella, do PRB, e depois da posse, assumiu a Secretaria Municipal de Urbanismo, Infraestrutura e Habitação. Em 2010, Índio foi vice da candidatura de José Serra à Presidência da República. Seu vice é o deputado estadual Zaqueu Teixeira.
Marcelo Trindade (NOVO): O Partido Novo definiu o nome do advogado e professor de direito Marcelo Trindade para a disputa ao Palácio Guanabara. Trindade também foi presidente da Comissão de Valores Mobiliários entre 2004 e 2007. Sua vice será Carmen Migueles, que foi candidata do partido a prefeitura do Rio em 2016.
Márcia Tiburi (PT): Em convenção realizada no dia 1° de agosto, o Partido dos Trabalhadores lançou o nome da filósofa, artista plástica e professora Márcia Tiburi ao governo do estado. Em aliança com o PCdoB, seu candidato a vice é o vereador de Niterói Leonardo Giordano, que chegou a ter sua candidatura ao governo do estado lançada, mas a retirou.
Pedro Fernandes (PDT): Filho da vereadora Rosa Fernandes e neto do falecido deputado estadual Pedro Fernandes, Pedro Fernandes foi o deputado estadual mais jovem a ser eleito na Alerj, com apenas 23 anos, em 2007, pelo extinto PFL. Em 2008, foi candidato a vice-prefeito da capital na chapa de Solange Amaral. Em aliança com o PSB, seu candidato a vice é o também deputado estadual Dr. Julianelli.
Romário (PODE): o ex-jogador Romário de Souza Faria será o candidato do Podemos ao governo do Rio. Pelo PSB, foi eleito deputado federal em 2010 com a sexta maior votação. Em 2014, Romário se elegeu senador com a maior votação da história do estado. Numa coligação de quatro partidos, seu candidato a vice é o deputado federal Marcelo Delaroli, do PR. Na semana da eleição, recebeu apoio informal da coligação que apoiava Anthony Garotinho, que teve a candidatura barrada pelo TSE.
Tarcísio Motta (PSOL): Em convenção realizada em 20 de julho, o partido decidiu por lançar o nome de Tarcísio Motta para a disputa ao governo do estado. Tarcísio é professor de história licenciado do Colégio Pedro II e em 2016 foi eleito vereador do Rio de Janeiro com a segunda maior votação da cidade. Tarcísio concorreu ao governo do Rio em 2014 obtendo 9% dos votos. Em chapa com o PCB, sua candidata a vice é a professora Ivanete Silva, do PSOL.
Wilson Witzel (PSC): O Partido Social Cristão lançou o nome do ex-juiz federal Wilson José Witzel para a disputa ao Palácio Guanabara. Durante os 17 anos como magistrado, Witzel atuou em varas cíveis e criminais, inclusive no combate ao crime organizado. De 2014 a 2016, Wilson exerceu o cargo de presidente da Associação dos Juízes Federais do Rio de Janeiro e Espírito Santo (Ajuferjes). Em coligação com o PROS, o candidato a vice-governador é o vereador Cláudio Castro, do PSC.
| Candidato(a) a governador(a) | Candidato(a) a governador(a) | Candidato(a) a governador(a) | Candidato(a) a vice-governador(a) | Número | Coligação/Partido                                                         | Tempo de horário eleitoral |
| ---------------------------- | ---------------------------- | ---------------------------- | --------------------------------- | ------ | ------------------------------------------------------------------------- | -------------------------- |
|                              |                              | André Monteiro PRTB          | Jonas Licurgo PRTB                | 28     | PRTB (sem coligação)                                                      | 0:05                       |
|                              |                              | Dayse Oliveira PSTU          | Pedro Villas-Bôas PSTU            | 16     | PSTU (sem coligação)                                                      | 0:04                       |
|                              |                              | Eduardo Paes DEM             | Comte Bittencourt PPS             | 25     | Força do Rio (DEM, PPS, PSDB, PP, PTB, MDB, SD, PV, DC, PHS, AVANTE, PMN) | 3:43                       |
|                              |                              | Indio da Costa PSD           | Zaqueu Teixeira PSD               | 55     | PSD (sem coligação)                                                       | 0:40                       |
|                              |                              | Marcelo Trindade NOVO        | Carmen Migueles NOVO              | 30     | NOVO (sem coligação)                                                      | 0:04                       |
|                              |                              | Márcia Tiburi PT             | Leonardo Giordano PCdoB           | 13     | Frente Popular (PT, PCdoB)                                                | 1:22                       |
|                              |                              | Pedro Fernandes PDT          | Dr. Julianelli PSB                | 12     | Renovar Para Mudar (PDT, PSB)                                             | 0:58                       |
|                              |                              | Romário PODE                 | Marcelo Delaroli PR               | 19     | A Força Que Vem do Povo (PODE, PR, REDE, PPL)                             | 0:44                       |
|                              |                              | Tarcísio Motta PSOL          | Ivanete Silva PSOL                | 50     | Mudar é Possível (PSOL, PCB)                                              | 0:09                       |
|                              |                              | Wilson Witzel PSC            | Cláudio Castro PSC                | 20     | Mais Ordem, Mais Progresso (PSC, PROS)                                    | 0:27                       |

### Candidaturas Indeferidas
Anthony Garotinho (PRP): Ex-prefeito de Campos dos Goytacazes por dois mandatos, Garotinho foi governador do estado entre 1999 e 2002. Ainda em 2002 foi candidato à presidência da república, ficando na terceira colocação. Em 2010, foi eleito deputado federal com a maior votação do estado. Garotinho tentou concorrer ao governo do estado pela quarta vez - além de 1998, quando foi eleito, disputou em 1994 e 2014. Sua candidata a vice foi Leide Duarte, vereadora de Duque de Caxias pelo PRB. Em 24 de julho, o Ministério Público do Rio de Janeiro condenou Garotinho a ficar inelegível por oito anos pela acusação de participar de esquema criminoso que desviou R$ 234,4 milhões da secretaria estadual de Saúde entre 2005 e 2006. O PRP alegou a época que a condenação ainda não o deixava inelegível e manteve a candidatura. Em 16 de setembro, o TSE chegou a conceder uma liminar para que Garotinho continuasse como candidato, mas em 27 de setembro, a corte do TSE votou por barrar o registro de sua candidatura, o proibindo de continuar a fazer campanha nas ruas e veicular sua propaganda no rádio e na TV.  Garotinho chegou a recorrer ao TRF, mas em 5 de outubro anunciou a desistência do recurso. No mesmo dia, Garotinho e sua coligação declararam apoio a candidatura de Romário (Podemos) ao governo do estado e a Lindbergh Farias (PT) na disputa por duas vagas ao senado.
Luiz Eugênio Honorato (PCO): O Partido da Causa Operária (PCO) confirmou a candidatura de Luiz Eugênio Honorato ao governo do estado. Honorato é metalúrgico da Companhia Siderúrgica Nacional (CSN), em Volta Redonda. A chapa conta também com o professor de física do colégio Pedro II, Joaquim Augusto Nogueira Neto, como candidato a vice-governador. Sua candidatura foi impugnada por problemas na documentação entregue ao TRE.
| Candidato(a) a governador(a) | Candidato(a) a governador(a) | Candidato(a) a governador(a) | Candidato(a) a vice-governador(a) | Número | Coligação/Partido                                     | Tempo de horário eleitoral |
| ---------------------------- | ---------------------------- | ---------------------------- | --------------------------------- | ------ | ----------------------------------------------------- | -------------------------- |
|                              |                              | Anthony Garotinho PRP        | Leide Duarte PRB                  | 44     | Para o Povo Voltar a Ser Feliz (PRP, PRB, PTC, PATRI) | 0:32                       |
|                              |                              | Luiz Eugênio PCO             | Joaquim Nogueira Neto PCO         | 29     | PCO (sem coligação)                                   | 0:04                       |

### 2° Turno
| Candidato(a) a governador(a) | Candidato(a) a governador(a) | Candidato(a) a governador(a) | Candidato(a) a vice-governador(a) | Candidato(a) a vice-governador(a) | Candidato(a) a vice-governador(a) | Número | Coligação/Partido                                                         |
| ---------------------------- | ---------------------------- | ---------------------------- | --------------------------------- | --------------------------------- | --------------------------------- | ------ | ------------------------------------------------------------------------- |
|                              |                              | Wilson Witzel PSC            |                                   |                                   | Cláudio Castro PSC                | 20     | Mais Ordem, Mais Progresso (PSC, PROS)                                    |
|                              |                              | Eduardo Paes DEM             |                                   |                                   | Comte Bittencourt PPS             | 25     | Força do Rio (DEM, PPS, PSDB, PP, PTB, MDB, SD, PV, DC, PHS, AVANTE, PMN) |

## Candidatos ao Senado
| Candidato(a) a senador | Candidato(a) a senador | Candidato(a) a senador | Candidatos a suplente                                         | Número | Coligação/Partido                                                         |
| ---------------------- | ---------------------- | ---------------------- | ------------------------------------------------------------- | ------ | ------------------------------------------------------------------------- |
|                        |                        | Arolde de Oliveira PSD | 1º: Carlos Portinho (PSD) 2º: Renata Guerra (PSD)             | 555    | PSD (sem coligação)                                                       |
|                        |                        | Aspásia Camargo PSDB   | 1º: Marco Magalhães (PP) 2º: Jorge Rodino (PTB)               | 455    | Força do Rio (DEM, PPS, PSDB, PP, PTB, MDB, SD, PV, DC, PHS, AVANTE, PMN) |
|                        |                        | Cesar Maia DEM         | 1º: Sergio Zveiter (DEM) 2º: Alice Tamborindeguy (PP)         | 255    | Força do Rio (DEM, PPS, PSDB, PP, PTB, MDB, SD, PV, DC, PHS, AVANTE, PMN) |
|                        |                        | Chico Alencar PSOL     | 1º: Vanderleia Aguiar (PSOL) 2º: Dodora Mota (PSOL)           | 500    | Mudar é Possível (PSOL, PCB)                                              |
|                        |                        | Marta Barçante PCB     | 1º: Valmiria Guida (PCB) 2º: Ricardo Pinheiro (PCB)           | 211    | Mudar é Possível (PSOL, PCB)                                              |
|                        |                        | Cyro Garcia PSTU       | 1º: Julia Eberhardt (PSTU) 2º: Sérgio Perdigão (PSTU)         | 161    | PSTU (sem coligação)                                                      |
|                        |                        | Samantha Guedes PSTU   | 1º: Juzerley Assunção (PSTU) 2º: Maria Elisa Guimarães (PSTU) | 160    | PSTU (sem coligação)                                                      |
|                        |                        | Eduardo Lopes PRB      | 1º: Jane Crivella (PRB) 2º: Luiz Guedes Junior (PTC)          | 100    | Para o Povo Voltar a Ser Feliz (PRP, PRB, PTC, PATRI)                     |
|                        |                        | Walter Cristie PATRI   | 1º: Carla Jordes (PRP) 2º: Mauro Cunha (PRP)                  | 511    | Para o Povo Voltar a Ser Feliz (PRP, PRB, PTC, PATRI)                     |
|                        |                        | Fernando Fagundes PCO  | 1º: José Márcio Tavares (PCO) 2º: Carlos Guida (PCO)          | 290    | PCO (sem coligação)                                                       |
|                        |                        | Flávio Bolsonaro PSL   | 1º: Paulo Marinho (PSL) 2º: Leonardo Rodrigues (PSL)          | 177    | PSL (sem coligação)                                                       |
|                        |                        | Gabrielle Burcci PMB   | 1º: Sidclei Bernardo (PMB) 2º: Silvio Mallet (PMB)            | 355    | PMB (sem coligação)                                                       |
|                        |                        | Miro Teixeira REDE     | 1º: Sônia Rabello (REDE) 2º: Valéria Tatsch (REDE)            | 188    | A Força Que Vem do Povo (PODE, PR, REDE, PPL)                             |
|                        |                        | José Bonifácio PDT     | 1º: Maria José Lagte (PDT) 2º: Alice Alves (PDT)              | 123    | Renovar Para Mudar (PDT, PSB)                                             |
|                        |                        | Lindberg Farias PT     | 1º: Edinho Silva (PT) 2º: Anazir Oliveira (PT)                | 131    | Frente Popular (PT, PCdoB)                                                |
|                        |                        | Mattos Nascimento PRTB | 1º: Felipe Pereira (PRTB) 2º: Djamim Ferreira (PRTB)          | 281    | PRTB (sem coligação)                                                      |
|                        |                        | Pastor Everaldo PSC    | 1º: Donizeti Pereira (PSC) 2º: Laercio de Almeida (PSC)       | 200    | Mais Ordem, Mais Progresso (PSC, PROS)                                    |

Notas
[a] ^  O candidato Fernando Fagundes (PCO) morreu em 5 de outubro vítima de um acidente vascular cerebral. José Márcio Tavares, primeiro suplente de Fagundes, deu continuidade a campanha, mas não houve tempo para mudar o nome nas urnas. Com isso, os votos do candidato foram considerados nulos.

## Debates na TV

### 1° Turno
| Data           | Organizadores                              | Mediador                    | Paes (DEM) | Romário (PODE) | Garotinho (PRP) | Márcia (PT)   | Tarcísio (PSOL) | Pedro (PDT)   | Indio (PSD) | Monteiro (PRTB) | Witzel (PSC)  | Luiz (PCO)    | Trindade (NOVO) | Dayse (PSTU)  |
| -------------- | ------------------------------------------ | --------------------------- | ---------- | -------------- | --------------- | ------------- | --------------- | ------------- | ----------- | --------------- | ------------- | ------------- | --------------- | ------------- |
| 16 de agosto   | Rede Bandeirantes                          | Rodolfo Schneider           | Presente   | Presente       | Presente        | Presente      | Presente        | Presente      | Presente    | Não convidado   | Presente      | Não convidado | Não convidado   | Não convidado |
| 28 de agosto   | O Globo Jornal Extra Revista Época Estácio | Ancelmo Gois Berenice Seara | Presente   | Ausente        | Presente        | Não convidado | Presente        | Não convidado | Presente    | Não convidado   | Não convidado | Não convidado | Não convidado   | Não convidado |
| 19 de setembro | SBT Folha de S. Paulo UOL                  | Isabele Benito              | Presente   | Presente       | Presente        | Presente      | Presente        | Presente      | Presente    | Não convidado   | Presente      | Não convidado | Não convidado   | Não convidado |
| 28 de setembro | RecordTV R7                                | Janine Borba                | Presente   | Presente       | Impedido        | Presente      | Presente        | Presente      | Presente    | Não convidado   | Presente      | Não convidado | Não convidado   | Não convidado |
| 2 de outubro   | Rede Globo G1                              | Ana Paula Araújo            | Presente   | Presente       | Impedido        | Presente      | Presente        | Presente      | Presente    | Não convidado   | Presente      | Não convidado | Não convidado   | Não convidado |

Notas
[b] ^  Com a impugnação de sua candidatura pelo Tribunal Superior Eleitoral em 27 de setembro, Anthony Garotinho foi impedido de participar dos debates promovidos pela RecordTV e pela Rede Globo.

### 2° Turno
| Data           | Organizadores                              | Mediador          | Witzel (PSC) | Paes (DEM) |
| -------------- | ------------------------------------------ | ----------------- | ------------ | ---------- |
| 17 de outubro  | O Globo Jornal Extra Revista Época         | Berenice Seara    | Presente     | Presente   |
| 18 de outubro  | Rede Bandeirantes                          | Rodolfo Schneider | Presente     | Presente   |
| 19 de setembro | RecordTV R7                                | Janine Borba      | Presente     | Presente   |
| 22 de outubro  | CBN Rio G1                                 | Bianca Santos     | Presente     | Presente   |
| 23 de outubro  | SBT Folha de S. Paulo UOL Super Rádio Tupi | Isabele Benito    | Presente     | Presente   |
| 25 de outubro  | Rede Globo G1                              | Ana Paula Araújo  | Presente     | Presente   |

## Pesquisas de opinião

### Governo do Estado

#### 1º turno
De acordo com as pesquisas:
| Data           | Instituto | Candidato  | Candidato      | Candidato       | Candidato       | Candidato   | Candidato             | Candidato   | Candidato    | Candidato       | Candidato       | Candidato    | Candidato          | Candidato        | Candidato          |
| Data           | Instituto | Paes (DEM) | Romário (PODE) | Garotinho (PRP) | Tarcísio (PSOL) | Indio (PSD) | Pedro Fernandes (PDT) | Tiburi (PT) | Witzel (PSC) | Trindade (NOVO) | Monteiro (PRTB) | Dayse (PSTU) | Luiz Eugênio (PCO) | Brancos ou Nulos | Nenhum ou Não sabe |
| -------------- | --------- | ---------- | -------------- | --------------- | --------------- | ----------- | --------------------- | ----------- | ------------ | --------------- | --------------- | ------------ | ------------------ | ---------------- | ------------------ |
| 20 de agosto   | Ibope     | 12%        | 14%            | 12%             | 5%              | 3%          | 2%                    | 2%          | 1%           | 1%              | 1%              | 1%           | —                  | 35%              | 11%                |
| 22 de agosto   | Datafolha | 18%        | 16%            | 12%             | 5%              | 5%          | 3%                    | 2%          | 1%           | 2%              | 1%              | 1%           | 1%                 | 26%              | 7%                 |
| 6 de setembro  | Datafolha | 24%        | 14%            | 10%             | 7%              | 5%          | 3%                    | 2%          | 1%           | 1%              | 1%              | 1%           | 1%                 | 24%              | 6%                 |
| 10 de setembro | Ibope     | 23%        | 20%            | 12%             | 5%              | 4%          | 2%                    | 1%          | 1%           | 2%              | 1%              | 1%           | 0%                 | 20%              | 9%                 |
| 19 de setembro | Ibope     | 24%        | 18%            | 12%             | 4%              | 4%          | 2%                    | 2%          | 2%           | 1%              | 1%              | 1%           | 1%                 | 20%              | 8%                 |
| 28 de setembro | Datafolha | 25%        | 14%            | 15%             | 6%              | 8%          | 2%                    | 3%          | 4%           | 1%              | 1%              | 0%           | 1%                 | 15%              | 4%                 |
| 03 de outubro  | Ibope     | 26%        | 19%            | cassado         | 6%              | 10%         | 3%                    | 5%          | 7%           | 2%              | 1%              | 1%           | 0%                 | 15%              | 5%                 |
| 04 de outubro  | Datafolha | 24%        | 16%            | cassado         | 9%              | 10%         | 6%                    | 5%          | 9%           | 2%              | 1%              | 0%           | 0%                 | 13%              | 5%                 |
| 06 de outubro  | Ibope     | 26%        | 17%            | cassado         | 7%              | 10%         | 5%                    | 5%          | 10%          | 1%              | 1%              | 1%           | 0%                 | 13%              | 4%                 |
| 06 de outubro  | Datafolha | 23%        | 15%            | cassado         | 10%             | 11%         | 5%                    | 3%          | 14%          | 1%              | 1%              | 0%           | 0%                 | 10%              | 4%                 |

### Senador
| Candidato               | Instituto e data         | Instituto e data          | Instituto e data           |
| Candidato               | Datafolha (22 de agosto) | Datafolha (6 de setembro) | Datafolha (28 de setembro) |
| ----------------------- | ------------------------ | ------------------------- | -------------------------- |
| Maia (DEM)              | 18%                      | 21%                       | 26%                        |
| Lindbergh (PT)          | 18%                      | 18%                       | 22%                        |
| Bolsonaro (PSL)         | 18%                      | 17%                       | 25%                        |
| Alencar (PSOL)          | 17%                      | 14%                       | 14%                        |
| Teixeira (REDE)         | 11%                      | 12%                       | 11%                        |
| Everaldo (PSC)          | 8%                       | 6%                        | 6%                         |
| Arolde (PSD)            | 6%                       | 6%                        | 9%                         |
| Garcia (PSTU)           | 6%                       | 5%                        | 3%                         |
| Nascimento (PRTB)       | 5%                       | 3%                        | 3%                         |
| Lopes (PRB)             | 5%                       | 3%                        | 4%                         |
| Bonifácio (PDT)         | 4%                       | 3%                        | 5%                         |
| Aspásia (PSDB)          | 3%                       | 3%                        | 4%                         |
| Barçante (PCB)          | 3%                       | 2%                        | 1%                         |
| Fagundes (PCO)          | 2%                       | 1%                        | 1%                         |
| Guedes (PSTU)           | 2%                       | 1%                        | 1%                         |
| Burcci (PMB)            | -                        | 1%                        | 0%                         |
| Cristie (PATRI)         | 0%                       | 0%                        | 0%                         |
| Brancos/nulos (1ª vaga) | 20%                      | 24%                       | 15%                        |
| Brancos/nulos (2ª vaga) | 31%                      | 37%                       | 23%                        |
| Não sabe (1ª vaga)      | 9%                       | 9%                        | 9%                         |
| Não sabe (2ª vaga)      | 14%                      | 14%                       | 17%                        |

## Resultados

### Governador
| Candidato(a)             | Vice                        | 1º turno 7 de outubro de 2018 | 1º turno 7 de outubro de 2018 | 2º turno 28 de outubro de 2018 | 2º turno 28 de outubro de 2018 |
| Candidato(a)             | Vice                        | Total                         | Percentagem                   | Total                          | Percentagem                    |
| ------------------------ | --------------------------- | ----------------------------- | ----------------------------- | ------------------------------ | ------------------------------ |
| Wilson Witzel (PSC)      | Cláudio Castro (PSC)        | 3.154.771                     | 41,28                         | 4.675.355                      | 59,87                          |
| Eduardo Paes (DEM)       | Comte Bittencourt (PPS)     | 1.494.831                     | 19,56                         | 3.134.400                      | 40,13                          |
| Tarcísio Motta (PSOL)    | Ivanete Silva (PSOL)        | 819.248                       | 10,72                         |                                |                                |
| Romário Faria (PODE)     | Marcelo Delaroli (PR)       | 664.511                       | 8,70                          |                                |                                |
| Pedro Fernandes (PDT)    | Dr. Julianelli (PSB)        | 466.954                       | 6,11                          |                                |                                |
| Indio da Costa (PSD)     | Zaqueu Teixeira (PSD)       | 454.928                       | 5,95                          |                                |                                |
| Marcia Tiburi (PT)       | Leonardo Giordano (PCdoB)   | 447.376                       | 5,85                          |                                |                                |
| Marcelo Trindade (NOVO)  | Carmem Migueles (NOVO)      | 86.820                        | 1,14                          |                                |                                |
| Anthony Garotinho (PRP)  | Leide Duarte(PRB)           | 84.187                        | 0,00                          |                                |                                |
| André Monteiro (PRTB)    | Jonas Licurgo (PRTB)        | 35.237                        | 0,46                          |                                |                                |
| Dayse Oliveira (PSTU)    | Pedro Villas-Bôas (PSTU)    | 17.499                        | 0,23                          |                                |                                |
| Luiz Eugênio (PCO)       | Joaquim Nogueira Neto (PCO) | 2.863                         | 0,00                          |                                |                                |
| → Total de votos válidos | → Total de votos válidos    | 7.642.175                     | 80,66                         | 7.809.755                      | 82,94                          |
| → Votos em branco        | → Votos em branco           | 539.865                       | 5,70                          | 346.970                        | 3,68                           |
| → Votos nulos            | → Votos nulos               | 1.205.351                     | 12,72                         | 1.259.983                      | 13,38                          |
| Total de Inscritos       | Total de Inscritos          | 9.474.441                     | 76,40                         | 9.416.708                      | 75,93                          |
| Abstenções               | Abstenções                  | 2.926.758                     | 23,60                         | 2.984.852                      | 24,07                          |
| Total                    | Total                       | 12.401.199                    | 100                           | 12.401.560                     | 100                            |

### Senador
|  | Flávio Bolsonaro   | PSL   | 4.380.418 | 31,36 / 100,00 |
|  | Arolde de Oliveira | PSD   | 2.382.265 | 17,06 / 100,00 |
|  | Cesar Maia         | DEM   | 2.327.634 | 16,67 / 100,00 |
|  | Lindbergh Farias   | PT    | 1.419.676 | 10,17 / 100,00 |
|  | Chico Alencar      | PSOL  | 1.281.373 | 9,17 / 100,00  |
|  | Eduardo Lopes      | PRB   | 507.850   | 3,64 / 100,00  |
|  | Miro Teixeira      | REDE  | 430.893   | 3,09 / 100,00  |
|  | Pastor Everaldo    | PSC   | 360.688   | 2,58 / 100,00  |
|  | José Bonifácio     | PDT   | 313.265   | 2,24 / 100,00  |
|  | Aspásia Camargo    | PSDB  | 248.868   | 1,78 / 100,00  |
|  | Mattos Nascimento  | PRTB  | 173.968   | 1,25 / 100,00  |
|  | Marta Barçante     | PCB   | 52.734    | 0,38 / 100,00  |
|  | Cyro Garcia        | PSTU  | 45.588    | 0,33 / 100,00  |
|  | Gabrielle Burcci   | PMB   | 27.081    | 0,19 / 100,00  |
|  | Walter Cristie     | PATRI | 23.803    | 0,00 / 100,00  |
|  | Samantha Guedes    | PSTU  | 13.680    | 0,10 / 100,00  |
|  | Fernando Fagundes  | PCO   | 8.816     | 0,00 / 100,00  |

### Deputados federais eleitos
São relacionados os 46 candidatos eleitos para o cargo de deputado federal pelo estado do Rio de Janeiro que deverão assumir o mandato na Câmara dos Deputados em 1º de fevereiro de 2019.

Representação eleita - RJ
  PSL: 12
  DEM: 4
  PSOL: 4
  MDB: 3
  PSD: 3
  PDT: 2
  PR: 2
  PRB: 2
  PP: 2
  AVANTE: 1
  DC: 1
  NOVO: 1
  PCdoB: 1
  PHS: 1
  PPS: 1
  PROS: 1
  PRP: 1
  PSB: 1
  PSC: 1
  PT: 1
  SD: 1

| Deputados federais eleitos | Partido | Votação | Percentual | Cidade onde nasceu    | Unidade federativa ou País |
| Helio Bolsonaro            | PSL     | 345.234 | 4,47%      | Rio de Janeiro        | Rio de Janeiro             |
| Marcelo Freixo             | PSOL    | 342.491 | 4,44%      | São Gonçalo           | Rio de Janeiro             |
| Alessandro Molon           | PSB     | 227.914 | 2,95%      | Belo Horizonte        | Minas Gerais               |
| Carlos Jordy               | PSL     | 204.048 | 2,64%      | Rio de Janeiro        | Rio de Janeiro             |
| Flordelis                  | PSD     | 196.959 | 2,55%      | Rio de Janeiro        | Rio de Janeiro             |
| Daniela do Waguinho        | MDB     | 136.286 | 1,77%      | Italva                | Rio de Janeiro             |
| Otoni de Paula Júnior      | PSC     | 120.498 | 1,56%      | Niterói               | Rio de Janeiro             |
| Luiz Lima                  | PSL     | 115.119 | 1,49%      | Rio de Janeiro        | Rio de Janeiro             |
| Talíria Petrone            | PSOL    | 107.317 | 1,39%      | Niterói               | Rio de Janeiro             |
| Delegado Antônio Furtado   | PSL     | 104.211 | 1,35%      | Rio de Janeiro        | Rio de Janeiro             |
| Doutor Luizinho            | PP      | 103.745 | 1,34%      | Rio de Janeiro        | Rio de Janeiro             |
| Sóstenes Cavalcante        | DEM     | 94.203  | 1,22%      | Maceió                | Alagoas                    |
| Rodrigo Maia               | DEM     | 74.232  | 0,96%      | Santiago              | Chile                      |
| Jandira Feghali            | PCdoB   | 71.646  | 0,93%      | Curitiba              | Paraná                     |
| Aureo                      | SD      | 68.414  | 0,89%      | Duque de Caxias       | Rio de Janeiro             |
| Wagner Montes              | PRB     | 65.868  | 0,85%      | Duque de Caxias       | Rio de Janeiro             |
| Rosângela Gomes            | PRB     | 63.952  | 0,83%      | Nova Iguaçu           | Rio de Janeiro             |
| Hugo Leal                  | PSD     | 63.561  | 0,82%      | Ouro Fino             | Minas Gerais               |
| Sargento Gurgel            | PSL     | 62.089  | 0,80%      | Nova Iguaçu           | Rio de Janeiro             |
| Vinicius Farah             | MDB     | 57.707  | 0,75%      | Três Rios             | Rio de Janeiro             |
| Major Fabiana              | PSL     | 57.611  | 0,75%      | Rio de Janeiro        | Rio de Janeiro             |
| Pedro Paulo                | DEM     | 56.646  | 0,73%      | Rio de Janeiro        | Rio de Janeiro             |
| Altineu Côrtes             | PR      | 55.367  | 0,72%      | Niterói               | Rio de Janeiro             |
| Gutemberg Reis             | MDB     | 54.573  | 0,71%      | Duque de Caxias       | Rio de Janeiro             |
| Paulo Ganime               | NOVO    | 52.983  | 0,69%      | Rio de Janeiro        | Rio de Janeiro             |
| Marcelo Calero             | PPS     | 50.533  | 0,65%      | Rio de Janeiro        | Rio de Janeiro             |
| Luiz Antônio Corrêa        | DC      | 50.284  | 0,65%      | Rio de Janeiro        | Rio de Janeiro             |
| Soraya Santos              | PR      | 48.328  | 0,65%      | Macaé                 | Rio de Janeiro             |
| Christino Áureo            | PP      | 47.101  | 0,61%      | Macaé                 | Rio de Janeiro             |
| Felício Laterça            | PSL     | 47.065  | 0,61%      | Campos dos Goytacazes | Rio de Janeiro             |
| Márcio Labre               | PSL     | 46.934  | 0,61%      | Rio de Janeiro        | Rio de Janeiro             |
| Juninho do Pneu            | DEM     | 45.087  | 0,58%      | Nova Iguaçu           | Rio de Janeiro             |
| Benedita da Silva          | PT      | 44.804  | 0,58%      | Rio de Janeiro        | Rio de Janeiro             |
| Lourival Gomes             | PSL     | 41.307  | 0,54%      | Saquarema             | Rio de Janeiro             |
| Glauber Braga              | PSOL    | 40.199  | 0,52%      | Nova Friburgo         | Rio de Janeiro             |
| Wladimir Garotinho         | PRP     | 39.398  | 0,51%      | Campos dos Goytacazes | Rio de Janeiro             |
| Chris Tonietto             | PSL     | 38.525  | 0,50%      | Rio de Janeiro        | Rio de Janeiro             |
| Alexandre Serfiotis        | PSD     | 37.526  | 0,49%      | Porto Real            | Rio de Janeiro             |
| Clarissa Garotinho         | PROS    | 35.131  | 0,46%      | Campos dos Goytacazes | Rio de Janeiro             |
| Joziel Ferreira            | PSL     | 34.274  | 0,44%      | São João de Meriti    | Rio de Janeiro             |
| Daniel Silveira            | PSL     | 31.789  | 0,41%      | Petrópolis            | Rio de Janeiro             |
| Gelson Azevedo             | PHS     | 28.216  | 0,37%      | Rio de Janeiro        | Rio de Janeiro             |
| Chico d'Ângelo             | PDT     | 26.417  | 0,34%      | Campos dos Goytacazes | Rio de Janeiro             |
| Chiquinho Brazão           | AVANTE  | 25.817  | 0,33%      | Rio de Janeiro        | Rio de Janeiro             |
| Paulo Ramos                | PDT     | 25.557  | 0,33%      | Rio de Janeiro        | Rio de Janeiro             |
| Jean Wyllys                | PSOL    | 24.295  | 0,31%      | Alagoinhas            | Bahia                      |

Notas
[a] ^  Faleceu em 26 de janeiro de 2019, a seis dias de tomar posse do mandato. Sua vaga será ocupada pelo suplente Jorge Braz (PRB).
[b] ^  Em 24 de janeiro de 2019, o parlamentar anunciou sua renúncia ao mandato que fora eleito e que deixará de viver no Brasil, dedicando-se a carreira acadêmica. Desde o assassinato da vereadora Marielle Franco em março de 2018, Jean Willys vive sob escolta policial devido as ameaças de morte que sofre desde então. Sua vaga será ocupada pelo suplente David Miranda (PSOL).

### Deputados estaduais eleitos
São relacionados os 70 candidatos eleitos para cargo de deputado estadual pelo estado do Rio de Janeiro que deverão assumir o mandato na Assembleia Legislativa do Estado do Rio de Janeiro em 1º de fevereiro de 2019.

Representação eleita
  PSL: 13
  DEM: 5
  PSOL: 5
  MDB: 5
  PDT: 3
  PRB: 3
  PSD: 3
  PT: 3
  SD: 3
  NOVO: 2
  DC: 2
  PHS: 2
  PP: 2
  PRP: 2
  PSC: 2
  PSB: 2
  PSDB: 2
  PATRI: 1
  PTB: 1
  PR: 1
  PRTB: 1
  PMB: 1
  PPS: 1
  PROS: 1
  AVANTE: 1
  PCdoB: 1
  PTC: 1

| Deputados estaduais eleitos      | Partido | Votação | Percentual | Cidade onde nasceu    | Unidade federativa |
| Rodrigo Amorim                   | PSL     | 140.666 | 1,82%      | Rio de Janeiro        | Rio de Janeiro     |
| Márcio Canella                   | MDB     | 110.167 | 1,43%      | Duque de Caxias       | Rio de Janeiro     |
| Alana Passos                     | PSL     | 106.253 | 1,38%      | Queimados             | Rio de Janeiro     |
| Alexandre Knoploch               | PSL     | 103.639 | 1,34%      | Rio de Janeiro        | Rio de Janeiro     |
| Coronel Salema                   | PSL     | 99.459  | 1,29%      | Rio de Janeiro        | Rio de Janeiro     |
| Samuel Malafaia                  | DEM     | 83.784  | 1,09%      | Rio de Janeiro        | Rio de Janeiro     |
| André Corrêa                     | DEM     | 66.881  | 0,87%      | Rio de Janeiro        | Rio de Janeiro     |
| Lucinha                          | PSDB    | 65.735  | 0,85%      | Rio de Janeiro        | Rio de Janeiro     |
| Renata Souza                     | PSOL    | 63.937  | 0,83%      | Rio de Janeiro        | Rio de Janeiro     |
| Danniel Librelon                 | PRB     | 63.767  | 0,83%      | Montes Claros         | Minas Gerais       |
| Rosenverg Reis                   | MDB     | 63.450  | 0,82%      | Duque de Caxias       | Rio de Janeiro     |
| Flávio Serafini                  | PSOL    | 61.754  | 0,80%      | Niterói               | Rio de Janeiro     |
| Max Lemos                        | MDB     | 59.672  | 0,77%      | Queimados             | Rio de Janeiro     |
| Delegado Carlos Augusto Nogueira | PSD     | 56.969  | 0,74%      | Rio de Janeiro        | Rio de Janeiro     |
| Tia Ju                           | PRB     | 56.766  | 0,74%      | Conceição do Jacuípe  | Bahia              |
| Rosane Felix                     | PSD     | 53.644  | 0,70%      | Rio de Janeiro        | Rio de Janeiro     |
| Carlos Macedo                    | PRB     | 53.397  | 0,69%      | Rio de Janeiro        | Rio de Janeiro     |
| Gustavo Tutuca                   | MDB     | 49.952  | 0,65%      | Piraí                 | Rio de Janeiro     |
| Luiz Paulo                       | PSDB    | 49.012  | 0,64%      | Rio de Janeiro        | Rio de Janeiro     |
| Martha Rocha                     | PDT     | 48.949  | 0,63%      | Rio de Janeiro        | Rio de Janeiro     |
| Zeidan                           | PT      | 48.807  | 0,63%      | Rio de Janeiro        | Rio de Janeiro     |
| Márcio Pacheco                   | PSC     | 48.317  | 0,63%      | Sorocaba              | São Paulo          |
| André Ceciliano                  | PT      | 46.893  | 0,61%      | Nilópolis             | Rio de Janeiro     |
| Thiago Pampolha                  | PDT     | 46.137  | 0,60%      | Rio de Janeiro        | Rio de Janeiro     |
| Franciane Motta                  | MDB     | 45.123  | 0,59%      | Itaboraí              | Rio de Janeiro     |
| Jorge Felippe Neto               | PSD     | 43.099  | 0,56%      | Rio de Janeiro        | Rio de Janeiro     |
| Dionísio Lins                    | PP      | 40.910  | 0,53%      | Rio de Janeiro        | Rio de Janeiro     |
| Mônica Francisco                 | PSOL    | 40.631  | 0,53%      | Rio de Janeiro        | Rio de Janeiro     |
| Anderson Moraes                  | PSL     | 40.540  | 0,53%      | Rio de Janeiro        | Rio de Janeiro     |
| Filipe Soares                    | DEM     | 40.308  | 0,52%      | Rio de Janeiro        | Rio de Janeiro     |
| Luiz Martins                     | PDT     | 38.449  | 0,50%      | Rio de Janeiro        | Rio de Janeiro     |
| Carlos Minc                      | PSB     | 38.416  | 0,50%      | Rio de Janeiro        | Rio de Janeiro     |
| Fábio Silva                      | DEM     | 36.820  | 0,48%      | Rio de Janeiro        | Rio de Janeiro     |
| Dr. Deodalto                     | DEM     | 35.991  | 0,47%      | Belo Horizonte        | Minas Gerais       |
| Gustavo Schmidt                  | PSL     | 34.869  | 0,45%      | Rio de Janeiro        | Rio de Janeiro     |
| Eliomar Coelho                   | PSOL    | 34.836  | 0,45%      | Coremas               | Paraíba            |
| Renato Cozzolino                 | PRP     | 33.597  | 0,44%      | Magé                  | Rio de Janeiro     |
| Vandro Família                   | SD      | 33.315  | 0,43%      | Rio de Janeiro        | Rio de Janeiro     |
| Enfermeira Rejane                | PCdoB   | 33.003  | 0,43%      | Rio de Janeiro        | Rio de Janeiro     |
| Jair Bittencourt                 | PP      | 32.656  | 0,42%      | Itaperuna             | Rio de Janeiro     |
| Welberth Rezende                 | PPS     | 31.725  | 0,41%      | São Gonçalo           | Rio de Janeiro     |
| Renato Zaca                      | PSL     | 31.627  | 0,41%      | Rio de Janeiro        | Rio de Janeiro     |
| Marcos Muller                    | PHS     | 31.512  | 0,41%      | São João de Meriti    | Rio de Janeiro     |
| Waldeck Carneiro                 | PT      | 31.358  | 0,41%      | Rio de Janeiro        | Rio de Janeiro     |
| Marcus Vinícius Neskau           | PTB     | 30.454  | 0,39%      | Barra do Piraí        | Rio de Janeiro     |
| Gil Vianna                       | PSL     | 28.636  | 0,37%      | Campos dos Goytacazes | Rio de Janeiro     |
| Dani Monteiro                    | PSOL    | 27.982  | 0,36%      | Rio de Janeiro        | Rio de Janeiro     |
| Filippe Poubel                   | PSL     | 27.832  | 0,36%      | Rio de Janeiro        | Rio de Janeiro     |
| Dr. Serginho                     | PSL     | 26.906  | 0,35%      | Rio de Janeiro        | Rio de Janeiro     |
| Pedro Brazão                     | PR      | 26.846  | 0,35%      | Rio de Janeiro        | Rio de Janeiro     |
| Chicão Bulhões                   | NOVO    | 26.335  | 0,34%      | Rio de Janeiro        | Rio de Janeiro     |
| Rodrigo Bacellar                 | SD      | 26.135  | 0,34%      | Campos dos Goytacazes | Rio de Janeiro     |
| Bebeto                           | PODE    | 25.917  | 0,34%      | Salvador              | Bahia              |
| Marcelo do Seu Dino              | PSL     | 25.497  | 0,33%      | Rio de Janeiro        | Rio de Janeiro     |
| Anderson Alexandre               | SD      | 25.384  | 0,33%      | Silva Jardim          | Rio de Janeiro     |
| Val Ceasa                        | PATRI   | 25.259  | 0,33%      | Nanuque               | Minas Gerais       |
| Renan Ferreirinha                | PSB     | 24.854  | 0,32%      | Niterói               | Rio de Janeiro     |
| Bruno Dauaire                    | PRP     | 24.800  | 0,32%      | Niterói               | Rio de Janeiro     |
| Marcos Abrahão                   | AVANTE  | 24.261  | 0,31%      | Rio Bonito            | Rio de Janeiro     |
| João Peixoto                     | DC      | 23.951  | 0,31%      | Campos dos Goytacazes | Rio de Janeiro     |
| Valdecy da Saúde                 | PHS     | 23.307  | 0,30%      | Rio de Janeiro        | Rio de Janeiro     |
| Márcio Gualberto                 | PSL     | 23.169  | 0,30%      | Rio de Janeiro        | Rio de Janeiro     |
| Chiquinho da Mangueira           | PSC     | 22.141  | 0,29%      | Rio de Janeiro        | Rio de Janeiro     |
| Pedro Ricardo                    | PSL     | 22.006  | 0,29%      | Saquarema             | Rio de Janeiro     |
| Léo Vieira                       | PRTB    | 20.751  | 0,27%      | Rio de Janeiro        | Rio de Janeiro     |
| Alexandre Freitas                | NOVO    | 20.234  | 0,26%      | Brasília              | Distrito Federal   |
| Marcelo Cabeleireiro             | DC      | 18.003  | 0,23%      | Barra Mansa           | Rio de Janeiro     |
| Sub Tenente Bernardo             | PROS    | 16.855  | 0,22%      | Rio de Janeiro        | Rio de Janeiro     |
| Giovani Ratinho                  | PTC     | 13.234  | 0,17%      | Rio de Janeiro        | Rio de Janeiro     |
| Marina                           | PMB     | 12.294  | 0,16%      | Rio de Janeiro        | Rio de Janeiro     |